# Angelica Wallén
Angelica Wallén (nascida em 11 de abril de 1986) é uma jogadora sueca de handebol que integrou a seleção sueca nos Jogos Olímpicos de Verão de 2016 no Rio de Janeiro, obtendo a sétima posição. Joga na posição de armadora esquerda e defende o clube Skuru IK. Disputou o Campeonato Europeu de Handebol Feminino de 2010 pela Suécia e chegou à final, conquistando a medalha de prata.

## Outras conquistas
- Trofeul Carpati:
  - Campeã: 2015